# بایسون (ازبکستان)
بایسون (به ازبکی: Boysun) یک شهر در ازبکستان است که در ناحیه بوی‌سون در ولایت سرخان‌دریا واقع شده‌است. بوی‌سون ۲۶٬۹۳۴ نفر جمعیت دارد و ۱٬۲۱۷ متر بالاتر از سطح دریا واقع شده‌است. بیشتر ساکنان این شهر تاجیک‌ها، ازبک‌ها، و عرب‌های فارسی‌زبان هستند.